# كليدي كادي (سباح)
كليدي كادي (من مواليد 28 أكتوبر 2003) سباح ألباني. شارك في سباق 100 متر حرة للرجال في دورة الألعاب الأولمبية الصيفية 2020. 